# Placoziphius duboisii
Placoziphius duboisii és una espècie extinta de mamífers marins de la família dels fisetèrids (parents del catxalot actual), l'única del gènere Placoziphius. Visqué durant el Miocè i se n'han trobat restes fòssils a Àustria i Bèlgica. Fou descrit el 1869. Amb el crani de 68 cm, la llargada total de l'animal no devia passar de quatre metres.